# ملینا متسوکس
ملینا مَتسوکِـس (انگلیسی: Melina Matsoukas؛ زادهٔ ۱۹۸۱ میلادی) کارگردان موزیک ویدئو و آگهی‌های تبلیغاتی، کارگردان فیلم و کارگردان تلویزیونی اهل ایالات متحده آمریکا است. او زادهٔ نیویورک است و در کو آپ سیتی بزرگ شد.
او برای بسیاری از خوانندگان و هنرمندان موسیقی موزیک ویدئو ساخته است که از میان این هنرمندان، می‌توان به بیانسه، جی-زی، نو داوت، سولانج نولز، کریستینا آگیلرا، ریانا، کالوین هریس، جنیفر لوپز، لیل وین، راک استار ۱۰۱، نی-یو، رابین تیک، ویتنی هیوستون، دیوید آرچولتا، لیونا لوئیس، سی‌یرا، کیتی پری، لوداکریس و کایلی مینوگ اشاره کرد.
او دو مرتبه برندهٔ جایزه گرمی و چهار مرتبه برندهٔ جایزه موزیک ویدئوی ام‌تی‌وی شده است. او در سال ۲۰۲۰ نامزد دریافت جایزه امی ساعات پربیننده برای سریال کمدی برجسته شد.